# シクロチゾラム
シクロチゾラム（英：Ciclotizolam、WE-973）は、チエノトリアゾロジアゼピン誘導体である。GABAA受容体のベンゾジアゼピン部位に対するパーシャルアゴニストであり、ブロチゾラムのような関連化合物と同様の結合親和性を持つが、活性は低い。